# Saltacja
Saltacja – rodzaj transportu okruchów skalnych, które wykonują niewysokie skoki nad powierzchnią osadu po torach balistycznych. Opadając, uderzają leżące okruchy wybijając je w powietrze, co w rezultacie umożliwia przemieszczanie się całej masy osadu. Saltacja jest typowa dla transportu pod wpływem wiatru, zachodzi również w korytach rzecznych i na stożkach usypiskowych.